# Bombus mesomelas
Bombus mesomelas (saknar svenskt namn) är en insekt i överfamiljen bin (Apoidea) och släktet humlor (Bombus) som lever i bergen i Mellan- och Sydeuropa samt västligaste Asien.

## Beskrivning
Humlan har avlångt, svart huvud och lång tunga. Förutom huvudet är den övervägande brungul; mitt på mellankroppen finns dock ett svart ovalt fält, första samt tredje till sjätte tergiterna har röda hår inblandade, samt andra tergiten är rostfärgad. Drottningen är 20 till 24 mm lång, hanen 14 till 17 mm, och arbetarna 13 till 15 mm.

## Ekologi
Humlan är en bergslevande art som föredrar soliga bergssluttningar, öppna fält, solvarma bergsängar samt gläntor i skogar med ädelgran, bokar eller ekar.
Boet inrättas vanligen i övergivna smågnagarbon, även om det förekommer att det även byggs bland växtligheten i markskiktet. Det omfattar 50 till 120 individer.

## Utbredning
Bombus mesomelas finns i västra och centrala delarna av Europas alper, i Kantabriska bergen, Karpaterna, Pyreneerna, Tatrabergen, Riesengebirge, Apenninerna samt bergen på Balkan. En östlig population finns även i östra Turkiet, Kaukasien, Transkaukasus och norra Iran. Arten är utdöd i Tyskland och Tjeckien.

## Bevarandestatus
Populationen minskar, främst beroende på torka och värmeböljor orsakade av den globala uppvärmningen. Minskningen anses dock inte vara tillräckligt stor för att motivera någon rödlistning, utan Internationella naturvårdsunionen (IUCN) klassificerar arten som livskraftig (LC).